# Бакунин, Михаил Александрович
Михаи́л Алекса́ндрович Баку́нин (18 [30] мая 1814, село Прямухино, Новоторжский уезд, Тверская губерния, Российская империя — 19 июня [1 июля] 1876, Берн, Швейцария) — русский мыслитель и революционер из рода Бакуниных, один из теоретиков анархизма, народничества. Стоит у истоков социального анархизма.

## Биография

### Ранние годы
Родился в родовом тверском имении Прямухино в семье губернского предводителя дворянства Александра Михайловича Бакунина и Варвары Александровны, урождённой Муравьёвой (1792—1864). Крещён 20 мая 1814 года в сельской Покровской церкви при восприемстве Михаила Александровича Полторацкого и бабушки Любови Петровны Бакуниной. Его мать приходилась троюродной сестрой декабристам Муравьёвым: Никите, Артамону, Сергею и Матвею. Она была на 24 года младше своего мужа. В молодости она была «модницей» и «светской львицей». Выйдя замуж, она жила душа в душу со своим мужем и была строгой, почти деспотичной матерью. Она сама, как и её муж, занималась воспитанием и обучением детей — обучала их словесности и музыке. Всего в семье Александра Михайловича и Варвары Александровны Бакуниных было 11 детей. Наиболее известны три младших брата Михаила Бакунина: Павел Бакунин, Александр Бакунин и Алексей Бакунин.
Пятнадцати лет от роду, в 1829 году, стал юнкером Петербургского артиллерийского училища. Через три года, в январе 1833 года он был произведён в прапорщики и оставлен в офицерских классах. Однако в июне 1834 года с первого офицерского курса Бакунина отчислили за дерзость, допущенную в отношении начальника училища — генерала И. О. Сухозанета. Был направлен на службу в армию в одну из батарей, расположенных в Молодечно Минской губернии. Осенью 1834 года бригаду, в которой служил Бакунин, перевели в Гродненскую губернию.

### Кружок Станкевича
Через год, в 1835 году, сказавшись больным, подал в отставку и поселился, вопреки желанию отца, в Москве, где, войдя в дружескую связь с кружком Станкевича, отдался изучению германской философии. В этот период Михаил Александрович решает посвятить себя научной деятельности.

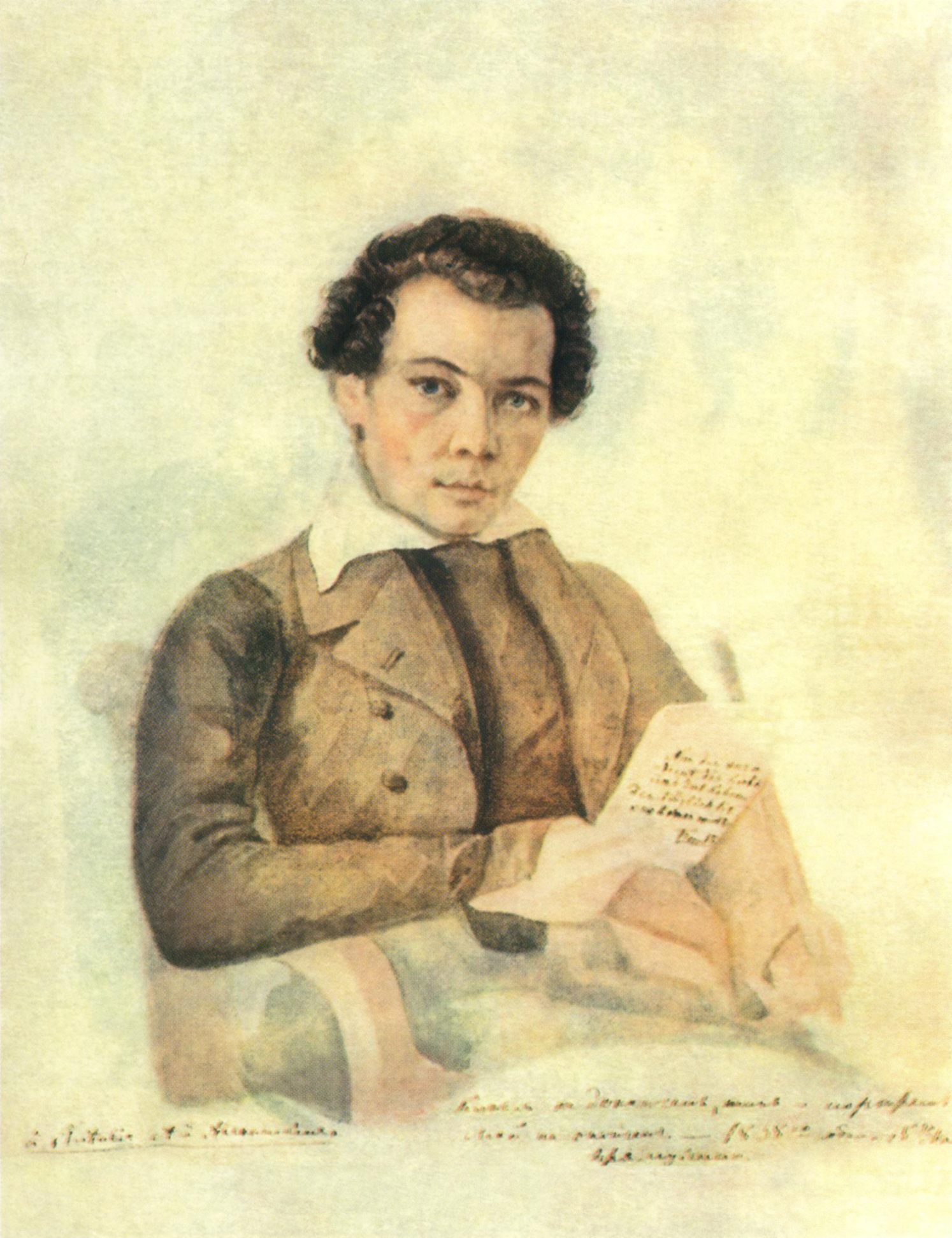
Акварельный автопортрет Михаила Бакунина. 1830-е годы.

С начала 1836 года Бакунин живёт в Москве, периодически навещая родительское имение и Петербург. Знакомится и часто сближается со многими известными представителями российской интеллигенции. Он — один из главных проповедников философского кружка Станкевича, вхож в литературный салон своей родственницы Е. Г. Левашовой, в котором бывали Пушкин и Чаадаев. Поддерживает близкие, хотя и не безоблачные, отношения с Белинским, Боткиным, Катковым, Грановским.
В 1839—1840 годах знакомится с Герценом, Огарёвым.
Со всей страстью отдаётся М. А. Бакунин изучению немецкой классической философии, читает в подлинниках Канта, Фихте и, наконец, Гегеля.
Тогда в кругах русской интеллигенции велось много споров вокруг знаменитого положения этого философа «всё действительное разумно, всё разумное действительно». Бакунин трактует эту формулу в консервативном духе. «Примирение с действительностью во всех отношениях и во всех сферах жизни, — писал он в 1838 году на страницах редактировавшегося Белинским журнала „Московский обозреватель“, — есть великая задача нашего времени».

### Отъезд за границу

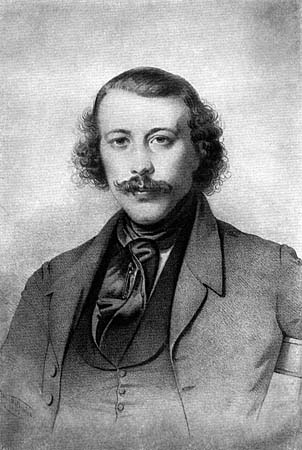
Бакунин в 1843 году. Портрет Генриха Детлефа Митрейтера

С 16 июля до 14 ноября 1839 года Михаил Бакунин жил в Петербурге. В эти месяцы он часто бывал в доме Авдотьи Панаевой, где собирались В. Г. Белинский, Н. В. Кукольник, И. П. Сахаров, Брюллов и другие известные деятели русской культуры того времени. Бакунин по своему обыкновению знакомил этот кружок с современными сочинениями немецких философов. В этот период Михаил Бакунин интенсивно искал денег для своей поездки за границу, где он хотел продолжить своё философское образование. 22 марта 1840 года он пишет длинное и весьма красноречивое письмо родителям с просьбой разрешить поездку в Берлин и просит дать на неё денег. Его отец дал своё согласие на эту поездку, но денег для поездки не дал. Бакунин в отчаянии обратился за помощью к Герцену. Герцен ответил, что он ссужает Бакунину 2000 рублей на неопределённое время. За несколько дней до отъезда произошла ссора с Катковым на квартире Белинского. Бакунин ударил Каткова палкой по спине, а тот его ударил по лицу. Бакунин вызвал Каткова на дуэль, но на другой день одумался и послал ему записку с просьбой перенести место поединка в Берлин, так как по русским законам оставшийся в живых поступал в солдаты. Фактически дело было по существу замято, но все общие приятели: И. И. Панаев, В. Г. Белинский, Н. П. Огарёв, В. П. Боткин, Языков — были в этом инциденте на стороне Каткова. Лишь Герцен держался нейтрально.
С 1840 года Михаил Бакунин стал жить за границей, куда выехал (первоначально в Берлин) для изучения немецкой философии, где он слушал лекции учеников Гегеля, а также Шеллинга, выступившего тогда против гегелевской философии в защиту христианского откровения. Основательно изучив Гегеля, в особенности его «Логику», Бакунин вскоре перешёл на сторону так называемых «левых» гегельянцев, издававших в то время «Немецкий ежегодник наук и искусств» («Deutsche Jahrbücher», прежде имевший название «Hallesche Jahrbücher»), в которых Бакунин в 1842 году поместил революционную статью, наделавшую много шума в Германии: «Реакция в Германии» («Die Reaction in Deutschland», под псевдонимом Жюль Элизар — Jules Elizard). В Берлине он сближается с Иваном Тургеневым. В это же время Бакунин издал в Лейпциге брошюру с критикой философии Шеллинга («Schelling und die Offenbarung. Kritik des neuesten Reactionsversuchs gegen die Philosophie»), которая была высоко оценена левыми гегельянцами. В начале своего пребывания в Берлине кроме писем к друзьям (в особенности к Герцену) Михаил Бакунин писал статьи для «Отечественных Записок». Здесь были напечатаны в 1840 году его статья о современной германской философии и корреспонденции из Берлина (в «Смеси»).
В 1842 году у Михаила Бакунина сформировалось твёрдое желание навсегда остаться в Европе и не возвращаться в Россию. Так, в своём письме к брату Николаю 9 октября он писал:

«После долгого размышления и по причинам, которые объяснит тебе Тургенев, я решился никогда не возвращаться в Россию. Не думай, чтобы это было легкомысленное решение. Оно связано с внутренним смыслом всей моей прошедшей и настоящей жизни. Это моя судьба, жребий, которому я противиться не могу, не должен и не хочу.
Не думай также, чтобы мне было легко решиться на это, — отказаться навсегда от отечества, от вас, от всего, что я только до сих пор любил. Никогда я так глубоко не чувствовал, какими нитями я связан с Россией и со всеми вами, как теперь, и никогда так живо не представлялась мне одинокая, грустная и трудная будущность, вероятно ожидающая меня впереди на чужбине, и, несмотря на это, я безвозвратно решился.
Я не гожусь теперешней России, я испорчен для неё, а здесь я чувствую, что я хочу ещё жить, я могу здесь действовать, во мне ещё много юности и энергии для Европы.»

Весной 1842 года Бакунин познакомился с приехавшим в Дрезден и ставшим к тому моменту крайне популярным немецким революционно-демократическим поэтом Гервегом. Они подружились и даже стали снимать одну квартиру на двоих. В начале 1843 года последовал указ о высылке Гервега из Пруссии за его революционные стихи. Бакунин также был взят под наблюдение прусской полицией. Гервег решил вообще покинуть пределы Германии и отправился в Швейцарию. Бакунин уехал вместе с ним.

### Начало революционной деятельности
В Швейцарии Бакунин поселился в Цюрихе, где начал общаться в кругу радикально настроенной интеллигенции. Он установил дружеские отношения с семьёй профессора медицины Филиппа Фридриха Фохта. Это была свободомыслящая и даже радикально настроенная семья, в которой было четверо взрослых сыновей, со старшим из них Карлом, профессором-натуралистом, впоследствии был близко связан и А. И. Герцен. Бакунин же из сыновей Фохта наиболее близок (в течение всей жизни) был с Адольфом. В 1843 году Бакунин устанавливает связи с германскими и швейцарскими революционерами-коммунистами (в частности, на мировоззрение Бакунина сильное влияние оказал его знакомый того периода Вильгельм Вейтлинг — радикальный революционер-коммунист), о чём вскоре становится известно русскому правительству. На требование правительства вернуться в Россию он ответил отказом.
В 1844 году правительствующий Сенат приговорил «бывшего поручика» Михаила Бакунина, отказавшегося вернуться в Россию, к лишению «дворянского достоинства и всех прав состояния», а также «в случае явки в Россию сослать в Сибирь в каторжную работу». Всё принадлежащее ему в России имущество было конфисковано в казну.
С 1844 по 1847 год он жил, главным образом, в Париже и здесь близко сошёлся с Прудоном, принимал участие в газете «La Réforme». Весной и летом 1844 года, живя в Брюсселе, Бакунин познакомился с Иоахимом Лелевелем — историком и общественным деятелем, лидером революционного крыла польской эмиграции, который ранее участвовал с оружием в руках в польском восстании. Лелевель произвёл большое впечатление на Бакунина. После этого Бакунин стал активно интересоваться польским вопросом и стал формулировать свою собственную программу борьбы за освобождение России и славянства. К этому же периоду жизни в Париже относится и личное знакомство Бакунина с Марксом и его идеями.
29 ноября 1847 года Михаил Бакунин в Париже, на банкете, устроенном в честь участников Польского восстания (1830—1831 годов), произнёс речь, направленную «прежде всего против российского самовластия». Об этом становится известно правительству России, и вскоре по требованию русского посла в Париже Бакунин был выслан из Парижа. Он провёл несколько месяцев в Брюсселе, но как только вспыхнула февральская революция во Франции, тотчас же вернулся в Париж и здесь с энергией и страстностью принялся за организацию парижских рабочих. Его энергия показалась опасной даже членам временного правительства, и они поспешили удалить его из Парижа, дав ему поручение в Германию и славянские земли.
В Праге он написал статью «Основы новой славянской политики», напечатанную в газете «Dziennik Domowy» по-польски и в «Slavische Jahrbücher» за 1848 год (№ 49) по-немецки. В этой статье проводится идея всеславянской федерации, и высказывается мысль о праве каждого её гражданина на участок земли.

### Пражское восстание
В июне 1848 года Бакунин принял активное участие в Пражском народном восстании («Святодуховское» восстание, подавленное войсками), на которое он попал, прибыв первоначально в Прагу на Пражский славянский съезд.
После подавления восстания в Праге Бакунин бежал в Германию, где продолжал поддерживать свои славянские связи и издал по-немецки «Воззвание к славянам» («Aufruf an die Slaven»), направленное против германизаторских стремлений франкфуртского парламента. В этом воззвании он ставит целью европейского революционного движения «учреждение всеобщей федерации европейских республик»
В мае 1849 года Бакунин стал одним из руководителей восстания в Дрездене. После подавления восстания Бакунин бежал в Хемниц, где был арестован. Был приговорён Саксонским судом к смертной казни. Он отказался подписать просьбу королю о помиловании, но смертная казнь всё же была заменена ему пожизненным заключением. Вскоре, однако, саксонское правительство выдало его Австрии, где он был в 1851 году вторично судим австрийским судом и осуждён на смертную казнь за участие в Пражском восстании, и на этот раз заменённую пожизненным заключением.

### Высылка в Петербург
В этом же 1851 году он был выдан австрийским правительством царскому правительству России. Отбывал заключение в Алексеевском равелине Петропавловской крепости (с 1851 по 1854 год) и в Шлиссельбургской крепости (с 1854 по 1857 год).
Находясь в заключении в Петропавловской крепости, Бакунин написал по требованию российского императора Николая I своё известное произведение «Исповедь», в котором изложил свой взгляд на революционное движение и славянский вопрос.

### Ссылка в Сибирь
В 1857 году после 7 лет заключения, уступая настойчивым хлопотам семьи Бакунина и после удостоверения врачей, что начавшееся у Бакунина ожирение сердца может привести к скорой смерти, Александр II разрешил перевести его на вечное поселение в Сибирь.
Михаил Бакунин поселился в ссылке в Западной Сибири, в Томске. Первоначально жил и столовался в семье мещанина Бардакова, небольшой деревянный дом которого находился на Магистратской улице, возле дома Самохвалова, где потом стоял дом купца И. И. Смирнова.

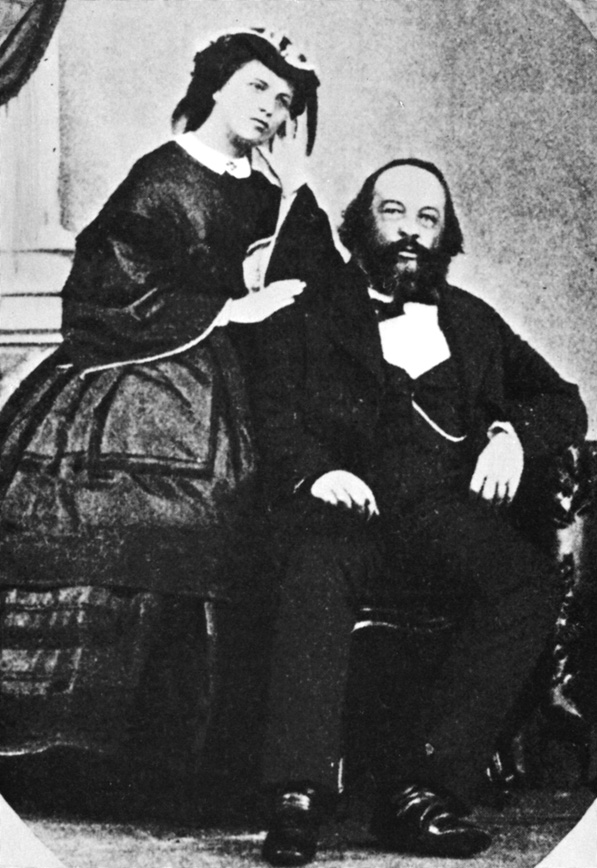
Бакунин и Антонина Квятковская. Фотография 1861 года

В Томске он женился (Бакунина сватал его родственник Муравьёв-Амурский) на дочери проживавшего по соседству польского дворянина Ксаверия Квятковского (пол. Ksawery Kwiatkowski) — 18-летней Антонине Квятковской (пол. Antonina Kwiatkowska). Дом, в котором жил М. А. Бакунин, впоследствии был перестроен в камне (современный адрес — № 14 на улице Бакунина).

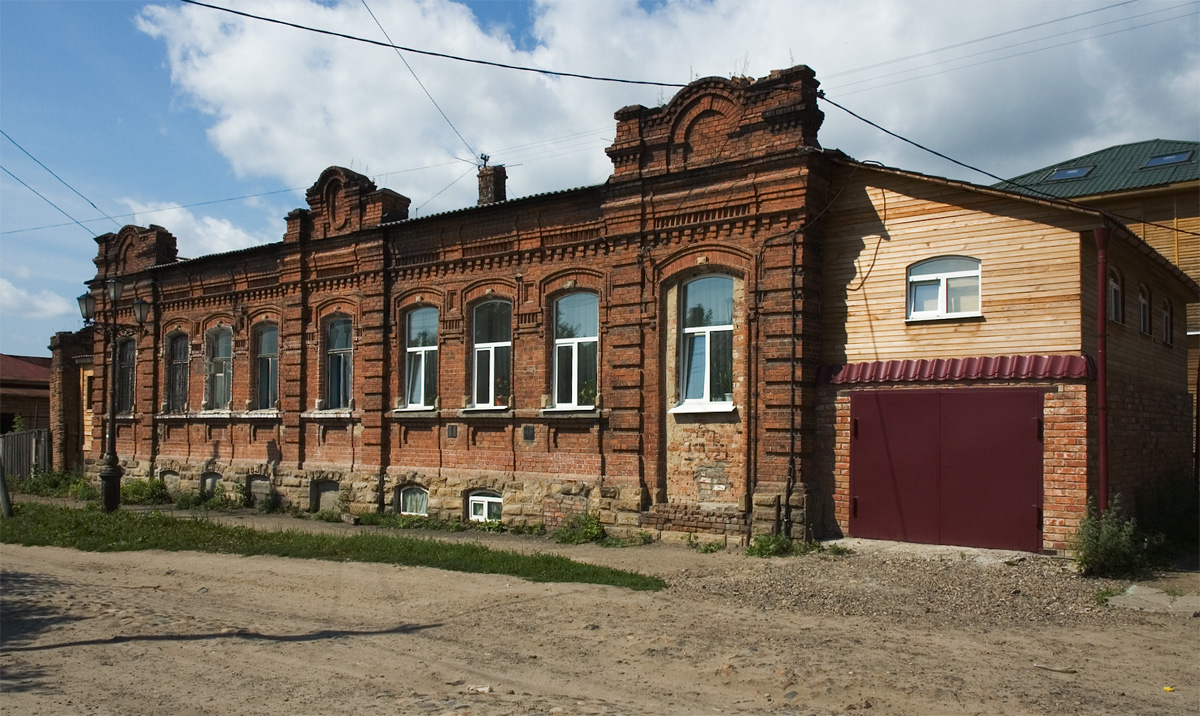
Томск. Улица Бакунина, 14

Супруги Бакунины детей не имели. В 1867 году в Неаполе Антонина Бакунина сошлась с итальянским адвокатом и соратником мужа Карло Гамбуцци, от которого родила сына и троих дочерей. Из них София (1870—1956; мать математика Ренато Каччопполи и Мария (1873—1960; химик). Бакунин относился к этой ситуации вполне терпимо и всегда предоставлял жене полную свободу, продолжая заботиться о ней и о её детях. После смерти Бакунина, она обвенчалась с Гамбуцци.
В дальнейшем по ходатайству Муравьёва-Амурского он был переведён в Иркутск.
Осенью 1861 года Михаил Бакунин совершил побег из Сибири через Японию и США в Лондон, где был принят Герценом в состав издателей «Колокола».

### В эмиграции
В Англии он начал свою политическую деятельность обращением к «русским, польским и всем славянским друзьям», в котором он призывал к разрушению существующих, исторически сложившихся и держащихся одним насилием государств, в особенности таких, как Австрия и Турция, а отчасти и Российская империя. Он выражал стремление к мирным федералистическим организациям, идущим снизу вверх, основанным на свободной воле взаимно договаривающихся славянских племён и народов. Вместе с тем, он приглашал все славянские народности принять лозунг тогдашних русских революционеров: «земля и воля» и выражал надежду, что возрождённая «хлопская Польша» откажется от своих исторических притязаний и предоставит малороссам, белорусам, Литве и латышам право свободного самоопределения.
В конце 1862 года выпустил брошюру «Народное Дело. Романов, Пугачёв или Пестель?», в которой писал, что Александр II не понимает своего предназначения и губит дело всей династии. Бакунин утверждал, что если бы царь искренне решился сделаться «земским царём», созвал бы земский собор и принял бы программу «земли и воли», то передовые русские люди и русский народ охотнее всего пошли бы за ним, предпочитая его и Пугачёву, и Пестелю. В этой брошюре впервые ставятся определённые народнические задачи русской передовой молодёжи и затем повторяется та же программа славянского федерализма, которая излагалась в его предыдущих статьях.
В 1862—1863 годах принимал участие в польском восстании. 24 февраля 1863 года приехал в Стокгольм для подготовки польского десанта в районе Паланги (под командованием Лапинского), кончившегося неудачей.
С 1864 по 1868 год жил в Италии (до 1865 года во Флоренции, затем в Неаполе), где организовал целый ряд социалистических организаций, направленных одновременно и против всех существующих исторически сложившихся государств, и против христианского республиканизма Мадзини.
В 1865—1866 годах написал свой программный документ — «Революционный катехизис», который не следует путать с «Катехизисом революционера», написанным позже (в 1869 году) Нечаевым.
В 1867 году участвовал в конгрессе демократической «Лиги мира и свободы» в Женеве и выступил с речью, в которой доказывал невозможность мирной конфедерации существующих государств, основанных на насилии и централизации управления, и требовал их разрушения и замены свободными автономными обществами, организованными «снизу вверх».
В сентябре 1864 года на конференции в Лондоне Карлом Марксом было учреждено Международное товарищество рабочих — I Интернационал. В 1868 году Бакунин вступил в основанный Марксом интернациональный союз рабочих и хлопотал о присоединении к нему «Лиги мира и свободы», но это оказалось невозможным, так как в ней большинство членов не были даже социалистами. С другой стороны, руководители Интернационала вовсе не в полной мере разделяли анархические взгляды Бакунина. Бакунин, вступив в товарищество с М. А. Караевым, выступил против «государственника» Маркса и начал борьбу за главенство в этой организации, что в конце концов привело к расколу этой организации. 
Выйдя в 1868 году из «Лиги мира и свободы», Бакунин образовал новую организацию — «Международный альянс социалистической демократии» («Alliance internationale de la Démocratie socialiste»). В составе этого союза было учреждено особое тайное интернациональное братство, центральный комитет которого облёк Бакунина диктаторскими полномочиями. В том же 1868 году Бакунин вместе с русским эмигрантом Н. И. Жуковским основал в Цюрихе журнал «Народное Дело», первый номер которого проповедовал противогосударственную программу и признавал умственное освобождение личности возможным только на почве атеизма и материализма, а социально-экономическое освобождение — требующим упразднения всякой наследственной собственности, передачи земли общинам земледельцев, а фабрик, капиталов и прочих орудий производства — рабочим ассоциациям, уравнения прав женщин с мужчинами, упразднения брака и семьи и общественного воспитания детей.

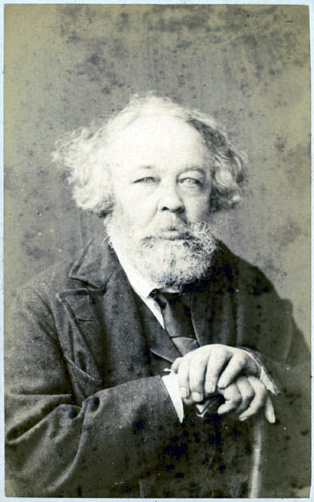
М. А. Бакунин в 1872 году

В 1869 году на русском языке выходит издание «Манифеста коммунистической партии» Карла Маркса в переводе Михаила Бакунина.
В 1869 году, когда в России начались крупные студенческие волнения, Бакунин принял деятельное участие в агитации среди молодёжи и сблизился с явившимся за границу Нечаевым, который «привлёк его своею необыкновенной энергией». Нечаев был приверженцем принципа «цель оправдывает средства» и признавал необходимым орудием революции обман и полное порабощение революционных деятелей, в сущности принципиально резко отличался от Бакунина, но Бакунин во многом ему подчинялся, чем, конечно, в глазах многих сильно скомпрометировал себя.
В 1871 году Бакунин принял участие в попытке организации лионской революционной коммуны, причём ему опять приходилось поступаться своими основными взглядами в сторону революционного якобинизма. В 1872 году, на гаагском съезде Интернационала был заслушан подробный доклад Н. Утина, обвинявшего Бакунина в устройстве организаций, не согласных с основными принципами союза, и в участии в безнравственных революционных предприятиях Нечаева. Бакунин был исключён из Интернационала незначительным большинством голосов. Это вызвало крупные несогласия, приведшие в том же году к распаду союза. На стороне Бакунина оказались все южные секции Интернационала и большинство революционных рабочих организаций в романских странах Европы.
В 1872—1876 годах Бакунин жил в Лугано и Локарно. Жил Бакунин в большой нужде, хотя один из его итальянских последователей — Кафиеро купил для него небольшую виллу, а его братья выделили ему к этому времени часть наследственного имущества. В это время Бакунин занимался, главным образом, организацией различных революционных попыток в Италии и изложением своих взглядов в ряде сочинений, из которых ни одно не было вполне закончено.

После разрыва с Нечаевым Бакунин не принимал личного участия в русском революционном движении, однако идеи его среди русских революционеров начала 1870-х годов получили большое распространение, и в сфере революционного народничества бакунисты являлись одной из самых многочисленных групп.

### Смерть

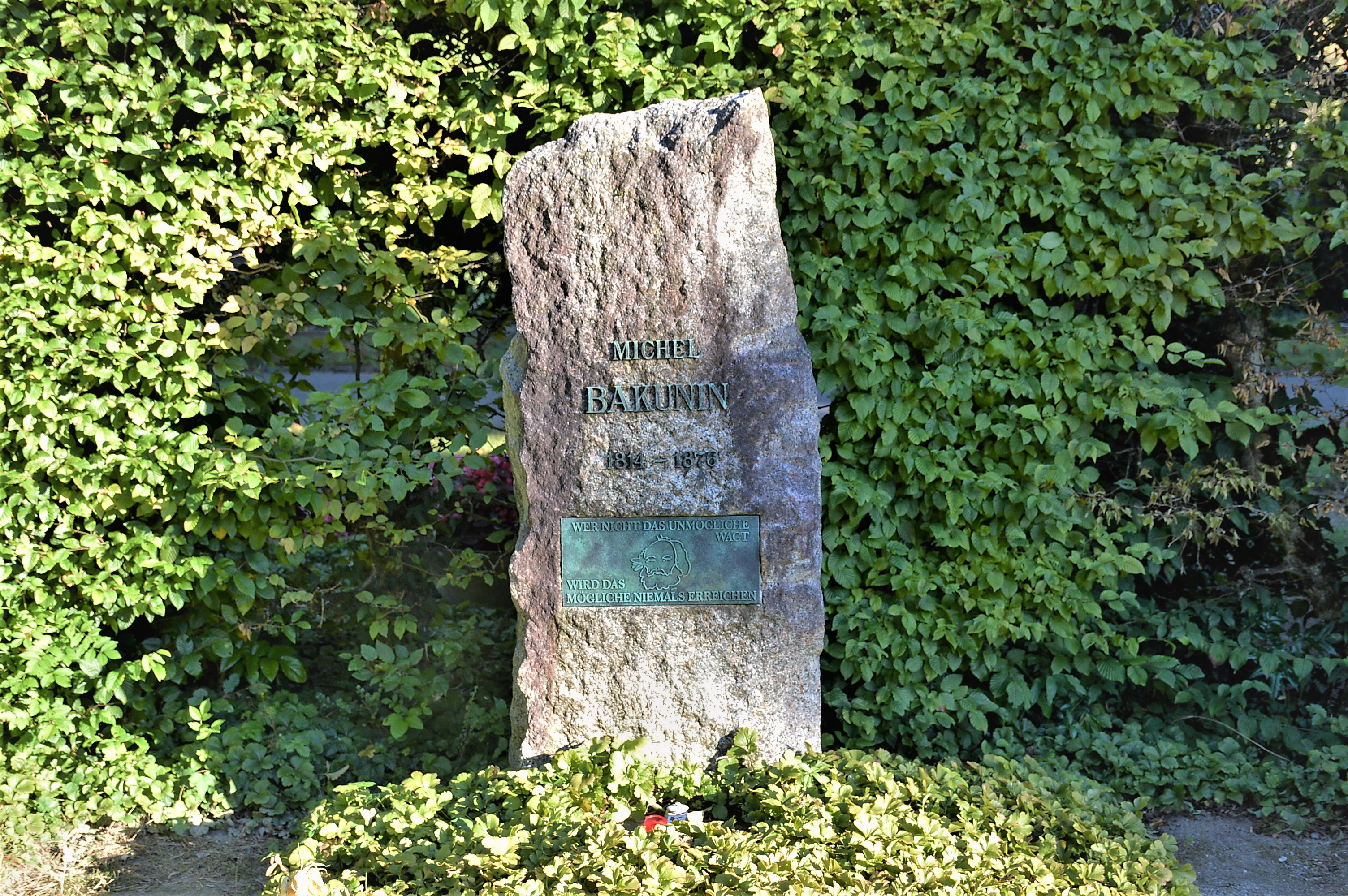
Могила М. А. Бакунина на Бремгартенском кладбище в Берне

Михаил Александрович Бакунин умер 19 июня (1 июля) 1876 года в Берне, в Швейцарии, в больнице для чернорабочих, куда он был помещён по его настоянию. В Берн он приехал из Лугано за несколько недель до смерти и прямо сказал своим друзьям Фогтам, к которым явился, что приехал умирать. «Я приехал сюда, либо чтобы врачи подняли меня на ноги, либо, чтобы навечно закрыли мне глаза», — сказал он своим друзьям. За неделю до смерти Михаил Бакунин перестал есть и пить. В ответ на предложение выпить чашку бульона, сказал: «Подумайте, что вы делаете со мной, заставляя меня его пить; я знаю, чего хочу». Но от гречневой каши не отказался: «Каша — это другое дело». Это были его последние слова.
Михаил Александрович Бакунин похоронен на Бремгартенском кладбище в Берне (участок 9201, могила 68), и над его могилой Фогтами был поставлен надгробный камень. На его похоронах присутствовало более двух сотен человек: немцы, поляки, швейцарцы, русские революционеры  и анархисты.

## Философия
Бакунин отклонял статичные и иерархические системы власти в любой форме. Он также не признавал любую форму иерархической власти, исходящую от воли государя или даже от государства с всеобщим избирательным правом. В своей книге «Бог и государство», он писал:
Свобода человека состоит единственно в том, что он повинуется естественным законам, потому что он сам признает их таковыми, а не потому, что они были ему внешне навязаны какой-либо посторонней волей — божественной или человеческой, коллективной или индивидуальной.
Бакунин отвергал идею любого привилегированного положения или класса, так как социальное и экономическое неравенство, следующее из классовой системы (а также системы национального и гендерного угнетения), несовместимо с принципами индивидуальной свободы. В то время как последователи идей либерализма настаивали, что свободные рынки и конституционные правительства подразумевают индивидуальную свободу, Бакунин утверждал, что капитализм и государство в любой форме несовместимы с индивидуальной свободой рабочего класса и крестьянства.
Критика религии сводилась к редукции теологических представлений прозападной части русской общественной мысли 40—50-х: 
Здесь опять новая тайна — тайна Божества, разделившегося на две половины, обе одинаково бесконечные, из которых
одна — Бог Отец остается в чистых, нематериальных областях, а другая — Бог Сын переходит в материю. Кроме того, между этими двумя, разделенными одно от другого, Божествами устанавливаются постоянные сношения, сверху вниз и снизу вверх, и эти сношения, рассматриваемые как единый вечный и постоянный акт, поддерживаются Святым Духом. Такова, в её настоящем теологическом и метафизическом значении, великая, страшная тайна христианской Троицы.
 («Бог и государство»)

## Национализм
В некоторых своих работах Бакунин излагал антисемитские взгляды.

«Итак — весь этот еврейский мир, образующий единую эксплуатирующую секту, нечто вроде народа-пиявки, прожорливого коллективного паразита, организованного внутри себя не только через границы государств, но даже через все различия политических взглядов — этот мир в настоящее время, по большей части, по крайней мере, находится в распоряжении Маркса с одной стороны и Ротшильда с другой».
В национальном чувстве Бакунин видел опору для борьбы против государства, которое противопоставлялось народу:

«Я — сторонник русского народа, а не патриот государства или Всероссийской Империи».
По мнению Макса Неттлау, в 1846—1863 годах Бакунин активно поддерживал идеи славянского национализма, панславизма и панрусизма, которым стремился придать форму федерализма и социальное наполнение; в последующие годы также не порывал с ними, хотя уже и был менее активен в данном направлении. 

При этом в работе "Государственность и анархия" Бакунин резко критикует панславизм как инструмент государственной политики и пропаганды, используемой в целях порабощения славянских народов: 
"...Считаем священною и неотлагаемою обязанностью для русской революционной молодежи противодействовать всеми силами и всевозможными средствами панславистической пропаганде, производимой в России и главным образом в славянских землях правительственными официальными и вольнославянофильствующими или официальными русскими агентами; они стараются уверить несчастных славян, что петербургский славянский царь, проникнутый горячею отеческою любовью к славянским братьям, и подлая народоненавистная и народогубительная всероссийская империя, задушившая Малороссию и Польшу, а последнюю даже продала частью немцам, могут и хотят освободить славянские страны от немецкого ига, и это в то самое время, когда петербургский кабинет явным образом продает и предает всю Богемию с Моравиею князю Бисмарку в вознаграждение за обещанную помощь на Востоке." 
"Какая может быть польза для славянских народных масс от образования великого славянского государства? В таких государствах есть выгода несомненная, но только не для многомиллионного пролетариата, а для привилегированного меньшинства, поповского, дворянского, буржуазного или, пожалуй, хотя интеллектуального, т. е. такого, которое, во имя своей патентованной учености и своего мнимо умственного превосходства, считает себя призванным заправлять массами; выгода есть для нескольких тысяч притеснителей, палачей и эксплуататоров пролетариата. Для самого пролетариата, для чернорабочих масс чем обширнее государство, тем тяжелее цепи и тем теснее тюрьма."
Тем не менее, и в более поздние годы Бакунин, оппонируя Марксу, придавал большое значение различиям между расами и народами:

«Господин Маркс так же совершенно недооценивает очень важный элемент в историческом развитии человечества: темперамент и исключительность каждой расы и каждого народа, темперамент и характер, которые сами по себе являются, естественно, продуктами множества этнографических, климатологических, экономических, равно как и исторических причин, но которые будучи однажды данными, оказывают даже помимо и независимо от экономических условий каждой страны значительное влияние на её судьбы, и даже на развитие её экономических сил».

## Масонство
Бакунин состоял в масонских ложах Великого востока Италии. По некоторым данным, был посвящён в масонство по инициативе Дж. Гарибальди на острове Капрера в начале 1860-х годов (по другим сведениям, в 1845 году). В 1864 году был аффилирован в ложу «Il Progresso sociale» («Социальный прогресс») во Флоренции. Получил 3 апреля 1865 года патент 32° ДПШУ от Консистории 32° Верховного совета ДПШУ. Также член масонской ложи во Флоренции.
В 1864—1865 годах создал тайное общество «Интернациональное братство». В 1867—1868 годах выступал с пропагандой своих идей на конгрессах «Лиги мира и свободы» в Женеве, вице-президент этого конгресса. Предполагал использовать масонские организации для нужд революционной борьбы. В 1868 году создал в Швейцарии парамасонскую полуанархическую организацию «Международный альянс социалистической демократии», которая была принята в I Интернационал на правах одной из женевских секций.

## Труды
Самое значительное из сочинений Бакунина было издано в 1874 году отдельной книгой, которая называлась «Государственность и анархия. Борьба двух партий в интернациональном обществе рабочих». В этой книге Бакунин утверждал, что в современном мире есть два главных, борющихся между собою течения: государственное и социал-революционное. Бакунин утверждал в своей работе, что самая способная к развитию государственности нация — немцы. Он пытался доказать, что борьба с пангерманизмом является главной задачей для всех народностей славянского и романского племени, но успешно бороться с пангерманизмом невозможно путём создания политических противовесов ему в виде какого-нибудь великого всеславянского государства и т. п., так как на этом пути немцы, благодаря их государственным талантам и их природной способности к политической дисциплине, всегда возьмут верх.
Также значимой является неоконченная рукопись «Бог и государство», опубликованная посмертно в 1882 году. Работа критикует христианство и зарождавшееся тогда технократическое движение с материалистической, анархистской и индивидуалистической точек зрения. Показаны различия между идеалистами и материалистами.
Работа Михаила Бакунина «Федерализм, социализм и антитеологизм» — еще одна из ключевых в его теоретическом наследии, написана в 1867 году. Это своего рода обращение, политический манифест (Подзаголовок: Мотивированное предложение Центральному комитету Лиги Мира и Свободы от М. Бакунина), в котором Бакунин формулирует основы своего понимания федерализма, социализма и отношения к религии и церкви. Эта работа стала одной из первых, где чётко и последовательно изложены принципы анархизма бакунинской традиции. Бакунин не просто критикует существующий порядок, он предлагает альтернативу — общество без централизированного аппарата власти в государстве, основанное на свободе, равенстве и солидарности.

## Вклад в теорию социализма
Главной задачей социальной революции Бакунин считал разрушение исторических централизованных государств, с заменой их свободной, не признающей писаного закона, федерацией общин, организованных по коммунистическому принципу.
Социалистическая модель Бакунина получила название анархо-коллективизм. В этой социальной системе, как и в марксизме, основная роль отводилась рабочим и крестьянам. Им же на коллективных началах принадлежали средства производства. Предполагалось наличие развитой системы социальной поддержки, таких как равное и бесплатное образование для всех детей. Однако, в отличие от Маркса, Бакунин отрицал необходимость диктатуры пролетариата, считая её угрозой всему делу социальной революции и предпосылкой возврата к авторитаризму.
Главной движущей силой революции Бакунин считал беднейшие слои рабочих и крестьян, а главным способом пропаганды — постоянные мелкие восстания и бунты, называя их пропагандой фактами (фр. par le fait).

### Критика Маркса

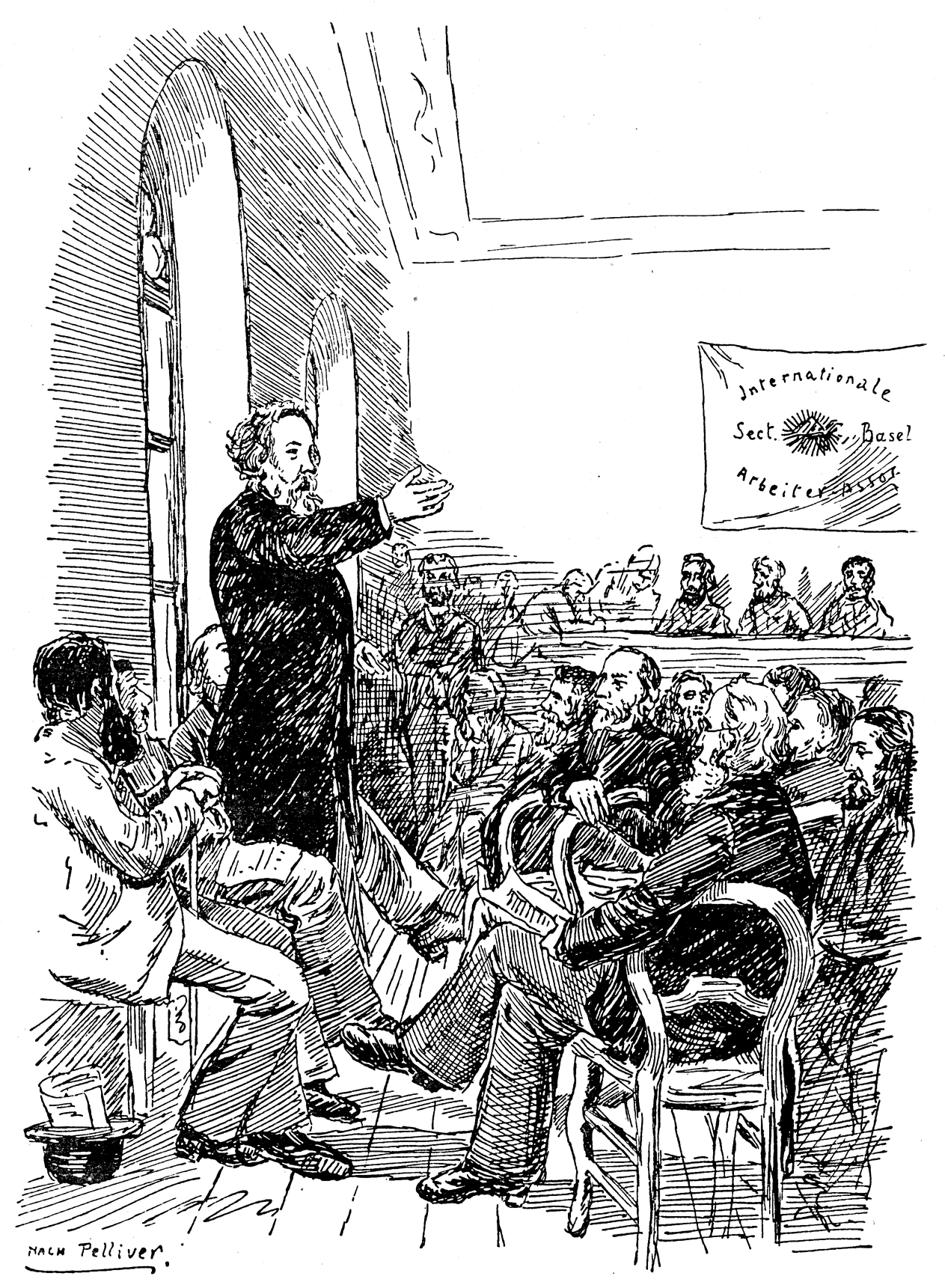
Выступление Бакунина на IV конгрессе Первого интернационала в Базеле в 1869 г.

Бакунин признавал гениальность Карла Маркса и частично принимал взгляды последнего относительно классовой борьбы и природы капитализма. Однако он считал взгляды Маркса односторонними, а его методы — губительными для социальной революции. Особенно резко Бакунин выступал против концепции диктатуры пролетариата, указывая на опасность авторитаризма последней. Бакунин предупреждал:

Если взять самого пламенного революционера и дать ему абсолютную власть, то через год он будет хуже, чем сам Царь.
Оригинальный текст (англ.)If you took the most ardent revolutionary, vested him in absolute power, within a year he would be worse than the Tsar himself.

## Память

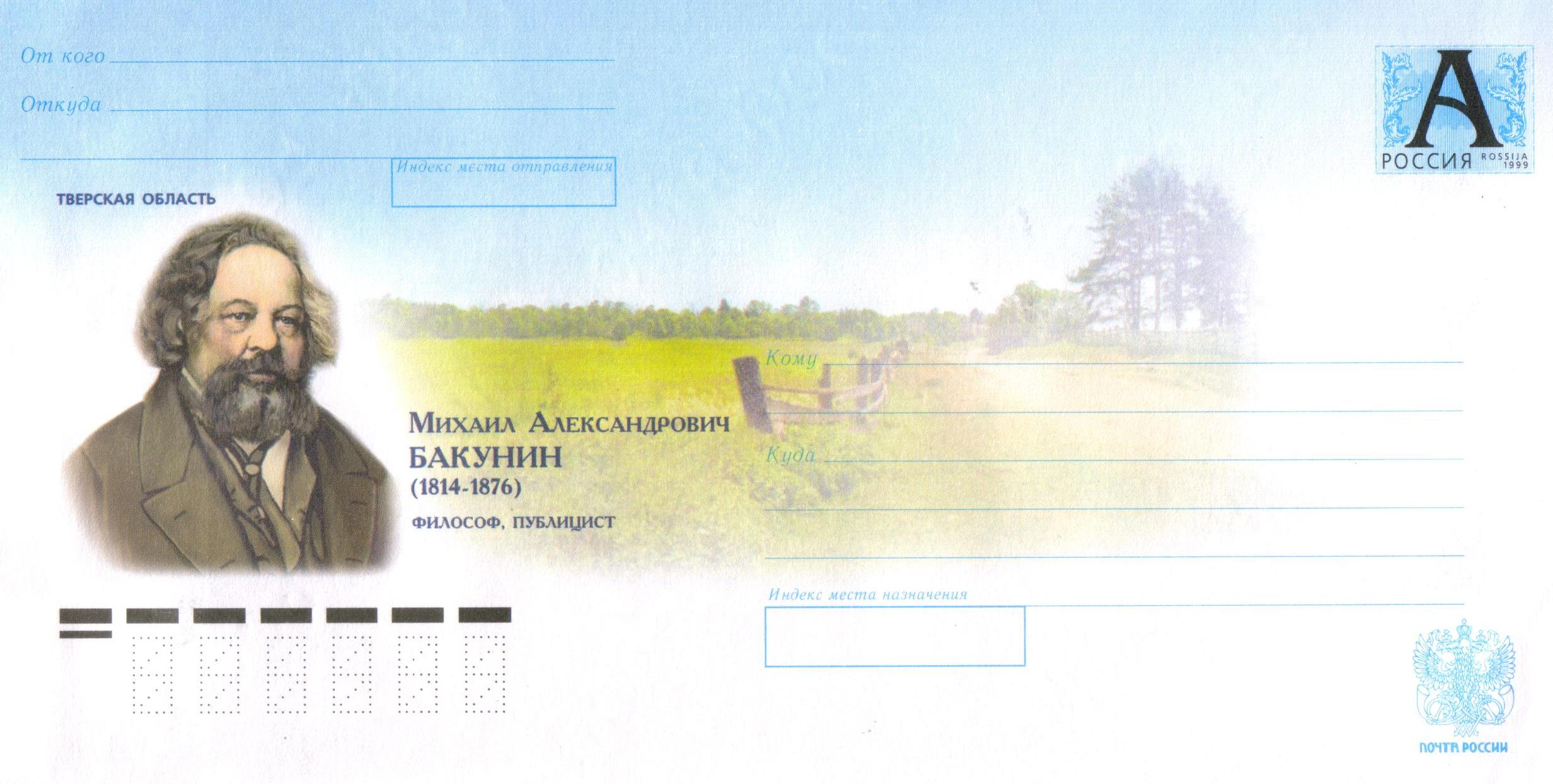
Почта России. Конверт из серии «Тверская область», посвящённый М. А. Бакунину. Гашение состоялось в почтовом отделении села Прямухино 30 мая 2009 года. Портрет М. А. Бакунина предоставлен Тверским государственным объединённым музеем.

В 1918 году имя Бакунина было выбито на Романовском обелиске, установленном в 1914 году у входа в Верхний сад в честь 300-летия дома Романовых, и после переделки ставшим первым монументальным памятником Советской России. Вместо сбитых имён царей и императоров из дома Романовых на плитах обелиска согласно списку, составленному В. М. Фриче, были выдолблены имена «19 выдающихся мыслителей и деятелей борьбы за освобождение трудящихся»; имя Бакунина находилось между именами Прудона и Чернышевского. В 2014 году обелиск подвергся реконструкции ради «возвращения исторического облика», при этом, по мнению специалистов, оригинальный памятник начала XX века, хранивший следы двух эпох, был практически утрачен.
В том же 1918 году в память о Бакунине Покровская улица в Москве была переименована в Бакунинскую улицу.
В 1919 году в Москве на Тургеневской площади по ленинскому плану монументальной пропаганды был установлен памятник Бакунину (скульптор Б. Королёв). Из-за своего странного вида он не был воспринят населением, и в итоге его демонтировали.
Улица Бакунина есть в ряде городов бывшего СССР, в том числе улица Бакунина в Томске, Пензе и проспект Бакунина в Санкт-Петербурге, улица Бакунина в Торжке .
Является героем рассказа Роберта Шекли «Машина воскрешения» (1989 г.).
Энтони Берджесс в романе «1985», в первой части, упоминал Бакунина и анализирует анархизм в контексте протестных молодежных движений 1960-х и 1970-х годов. Он отмечает, что молодёжь, стремящаяся к свободе и сопротивляющаяся требованиям конформизма, часто отвергает уроки прошлого, что делает её уязвимой для манипуляций со стороны взрослых агитаторов. Он также указывает на то, что Бакунин создал свою диалектику, основанную на идее, что разрушение старого неизбежно приводит к появлению нового, что вдохновляло молодёжь на разрушение традиций и устоев. Однако Бёрджесс предупреждает, что такая анархия может быть использована самим истеблишментом для укрепления своей власти.

## Оценки личности
Случай свел нас с Бакуниным ещё в первую пору молодости. Мы знали его не долго, но близко, и видели его в разных положениях жизни. В молодости это был человек не без некоторого блеска, способный озадачивать людей слабых и нервных, смущать незрелых и выталкивать их из колеи. Это была натура сухая и черствая, ум пустой и бесплодно возбужденный. Он хватался за многое, но ничем не овладевал, ни к чему не чувствовал призвания, ни в чём не принимал действительного участия (Катков М. Н.)

Держался он как подобает европейской известности: самоуверенно, авторитетно и милостиво просто. <…> Его ораторский темперамент был поразителен. Этот человек был рождён, чтобы быть народным трибуном, и трудно было оставаться равнодушным, когда он говорил, хотя содержание его речи не заключало в себе ничего ценного. В ней было больше восклицаний, чем мысли, громкие, напыщенные фразы и слова, громкие обещания, но сам голос и энтузиазм были неописуемы. Этот человек был создан для революции, она была его естественная стихия, и я убежден, что, если бы ему удалось бы перестроить какое-нибудь государство на свой лад, ввести туда форму правления своего образца, он на следующий же день, если не раньше, восстал бы против собственного детища и стал бы во главе политических своих противников и вступил в бой, дабы себя же свергнуть. Своим энтузиазмом он заразил всех, и мы все дружно вынесли его на своих руках из зала.— Воспоминания: от крепостного права до большевиков.

## Образ в кино
- 1955 — «Волшебный огонь[англ.]», режиссёр Уильям Дитерле, в роли Бакунина — Ян Хендрикс.

## Сочинения
- Гимназические речи Гегеля. Предисловие переводчика (1838)
- О философии (1840)
- Реакция в Германии (1842)
- Кнуто-Германская империя и социальная революция (1871)
- Государственность и анархия (1873)
- Федерализм, социализм и антитеологизм (1867, не закончена)
- Бог и государство (не закончена)
- М. А. Бакунин. Революционный катехизис
- «Исповедь» (Николаю I, написанная по его приказу в Алексеевском равелине Петропавловской крепости)
- в либертарной библиотеке
- Сочинения Бакунина на сайте Lib.ru: Классика
- М. А. Бакунин. Письмо интернационалам Болоньи
- М. А. Бакунин. Личные отношения с Марксом
- М. А. Бакунин Собрание сочинений и писем. 1828—1876 / под ред. и с примеч. Ю. М. Стеклова. — М.: Изд-во Всесоюз. О-ва политкаторжан и ссыльнопоселенцев, 1934—1935